# Idaea extarsaria
Idaea extarsaria là một loài bướm đêm trong họ Geometridae.